# Newton by Toft
Newton by Toft är en by i civil parish Toft Newton, i distriktet West Lindsey, i grevskapet Lincolnshire, i England. Byn är belägen 17 km från Lincoln. Newton by Toft var en civil parish fram till 1936 när blev den en del av Toft Newton. Civil parish hade 82 invånare år 1931. Byn nämndes i Domedagsboken (Domesday Book) år 1086, och kallades då Neutone.